# Rudolf Lonauer
Rudolf Lonauer (* 9. Januar 1907 in Linz; † 5. Mai 1945 in Neuhofen an der Krems) war ein österreichischer Nationalsozialist und Direktor der psychiatrischen Anstalt Niedernhart in Linz sowie ärztlicher Leiter der Tötungsanstalt Hartheim in Alkoven. Er war maßgeblich an der Ermordung von Zehntausenden Menschen im Nationalsozialismus beteiligt.

## Leben und Wirken

### Bis 1938 in Österreich
Schon Rudolf Lonauers Vater war als Beamter der Linzer Gesundheitsbehörde Mitglied der Großdeutschen Volkspartei und wechselte bei der Gründung der NSDAP dorthin. Lonauer selbst trat bereits 1924 dem Steirischen Heimatschutz, wurde 1925 Mitglied in der Burschenschaft Ostmark Graz und trat zum 1. August 1931 vorübergehend der NSDAP bei. 1933 trat er der SS (SS-Nummer 308.248) und zum 1. Mai 1933 wieder endgültig der NSDAP bei (Mitgliedsnummer 1.620.228). Beim Anschluss Österreichs war Lonauer damit trotz seiner jungen Jahre bereits ein „Alter Kämpfer“.
Sein Medizinstudium war schon im Sinne der Rassenhygiene ausgerichtet, er studierte beim Professor der Neurologie Fritz Hartmann in Graz, der bereits 1919 die „erbliche Reinhaltung der deutschen Rasse“ gefordert hatte. Wie Hartmann vertrat auch Lonauer die Meinung, dass psychotherapeutische Vorgehensweisen als „jüdisch“ abzulehnen seien. Als Student bei einer schlagenden Verbindung verletzte er einen Kartellbruder bei einer Mensur derart schwer, dass dieser daran verstarb. Lonauer hatte auch einen Bruder, welcher nach NS-Kriterien ein Fall für Hartheim gewesen wäre (er litt an schweren epileptischen Anfällen), jedoch noch während des Krieges eines natürlichen Todes starb. In Graz heiratete Lonauer 1932 die aus Triest stammende Maria Hoffer, ebenfalls eine Nationalsozialistin.

### Karriere nach dem Anschluss an das Deutsche Reich
Kurz nach dem nationalsozialistischen „Anschluss Österreichs“ im März 1938 übernahm Lonauer mit 31 Jahren die Anstaltsleitung in der Landesirrenanstalt Niedernhart in Linz und damit auch die Leitung der Zweiganstalt im Schloss Gschwendt in Neuhofen an der Krems. Gleichzeitig wurde er Primarius der Abteilung für Nervenkrankheiten im Linzer Allgemeinen öffentlichen Krankenhaus. Mit 33 Jahren wurde er Leiter der NS-Tötungsanstalt Hartheim in Alkoven. Zudem führte er eine Privatpraxis in Linz. Er unternahm auch Dienstreisen (siehe Aktion 14f13) gemeinsam mit T4-Obergutachter Hermann Paul Nitsche, Viktor Brack und Victor Ratka; dabei wurde in Krankenhäusern, psychiatrischen Anstalten und Altersheimen nach „unwertem Leben“ gesucht und für die Tötungsanstalten selektiert. Lonauer betrieb auch Überlegungen, in der Pflegeanstalt Solbad Hall in Tirol analog zu Hartheim eine Gaskammer samt Krematorium einbauen zu lassen, was aber am Widerstand des dortigen Anstaltsleiters scheiterte. Als „T4-Gutachter“ entschied er über Tod oder Leben von Menschen aufgrund der Meldebogen, ohne jemals den betreffenden Menschen gesehen zu haben. Von der Aktion T4 wurde er für diese Tätigkeiten mit monatlichen Pauschalen bezahlt.

### NS-Tötungsanstalt Hartheim
Beim Umbau des Schlosses Hartheim Anfang 1940 spielte SS-Obersturmführer Christian Wirth die führende Rolle; die Bauarbeiten führte Erwin Lambert durch. Lonauer selbst war eher selten in Hartheim zugegen. Er gab in Briefen Anweisungen an seinen Stellvertreter Georg Renno, welcher ihn in allen Dienststellen und in seiner Privatpraxis in Linz vertrat, als er bei der SS-Division „Prinz Eugen“ war. Die Ausführung der „Euthanasie“-Tötungen wie auch die Letztbegutachtung der Opfer, die Festlegung der angeblichen natürlichen Todesursachen und die Vergasungen oblagen zumeist Renno.

### 7. SS-Freiwilligen-Gebirgs-Division „Prinz Eugen“
Im Herbst 1943 rückte Lonauer zur SS-Division „Prinz Eugen“ ein. Sein dortiger Auftrag ist unklar. Querverbindungen zur Vernichtung ergeben sich, da Hans Bothmann als Kommandant des Vernichtungslagers Kulmhof mit allen SS-Angehörigen seines Kommandos Teil der Division war. Auch Viktor Brack als Oberdienstleiter des Amtes II in der Kanzlei des Führers (KdF) und Organisator der Aktion T4 war bei dieser Division.

### Heil- und Pflegeanstalt Niedernhart
In der von Lonauer geleiteten Anstalt Niedernhart in Linz wurde anfangs nur eine Verminderung der Fleischrationen für die Patienten festgelegt. Nach etwa eineinhalb Jahren wurde die Männerabteilung VIII geräumt, die Patienten wurden auf andere Abteilungen aufgeteilt. Aus der geleerten Abteilung VIII wurde die „Zwischenanstalt“ für Hartheim im Sinne einer „Durchgangsstation“; dort wurden auch Tötungen durchgeführt. Da diese zunahmen, wurde später auch die Abteilung V dafür Lonauer direkt untergeordnet, die bald unter dem Personal als „Todesabteilung“ bekannt war.
Bis April 1945 wurde in Niedernhart und Gschwendt getötet, in der sogenannten wilden bzw. dezentralen Euthanasie, mittels Medikamenten. Insgesamt wird von geschätzten 800 Tötungen ausgegangen. Die Sterblichkeitsrate von 6 % in den Vorkriegsjahren steigerte sich auf 70 %. War die statistische Verweildauer eines Patienten vorher mehrere Jahre, so lag sie im Jahre 1943 nur noch bei 38 Tagen.
Während des Krieges wurden auch rund 250 Personen in Niedernhart eingewiesen, bei denen es sich offenbar um ausländische Zivilarbeiter (darunter zahlreiche Ostarbeiter) handelte. Auch einige von ihnen wurden im Rahmen der „Euthanasie“ in Niedernhart ermordet.
Schwester Godefrieda, Oberschwester der Frauenabteilungen, konnte zwar die ihr einmal zugemutete Ausführung von Tötungen in ihren Abteilungen verhindern, aber nicht die Abtransporte von Frauen nach Hartheim selbst. In der Nachkriegszeit wurden zwei Pfleger aus Niedernhart zu mehreren Jahren Zuchthaus verurteilt. Oberpfleger Karl Harrer und Oberschwester Gertrud Blanke organisierten Transporte und beteiligten sich auch an den Verbrechen in Hartheim.
Niedernhart als Zwischenanstalt diente als „Puffer“ für die Tötungsanstalt Hartheim, d. h. zur Ermordung in Hartheim vorgesehene Patienten wurden zwischenzeitlich in Linz untergebracht. Lonauer musste übereifrige Angebote zur Einlieferung von Patienten oft bremsen, weil er erst „Rückstände“ in Linz erledigen musste, das heißt, todgeweihte Personen waren noch am Leben. Dies zeigt der Schriftverkehr mit Oskar Begusch, dem ärztlichen Leiter der Heil- und Pflegeanstalt Feldhof in Graz, welcher seinen „Überbelag“ abbauen (das heißt, die Überbelegung der Anstalt reduzieren) wollte.

### Zweiganstalt Schloss Gschwendt
Schloss Gschwendt in Neuhofen an der Krems unterstand als Zweiganstalt von Niedernhart ebenfalls der Leitung Lonauers. Anfangs wurden hier Überstellungen nach Hartheim zur Tötung der Betroffenen durchgeführt. Bis April 1945 wurde auch vor Ort mittels Mangelernährung und Medikamenten getötet. Dort war auch der Wohnort der Familie Lonauer, wo Lonauer bei Kriegsende, eine Stunde vor Eintreffen der US-Armee, zuerst seine Frau tötete, danach seine zwei Töchter (geb. 1938 bzw. 1943) und schließlich sich selbst.